# Некротический энтероколит
Некротический энтероколит (англ. Necrotizing enterocolitis НЭК, некротизирующий энтероколит, язвенно-некротический энтероколит, «болезнь выживших недоношенных») — тяжёлое заболевание периода новорождённости, вызванное гипоксически-ишемическим повреждением, персистирующее в постнатальном периоде с развитием местного ишемически-реперфузионного процесса, образованием язв и некрозом кишечной стенки. Код по МКБ Р77. До 1964 года данная патология не была определена как нозологическая форма и существовала под самыми разнообразными диагнозами: функциональная кишечная непроходимость, внутрибрюшной абсцесс, спонтанная перфорация подвздошной кишки, некротический колит новорожденных с перфорацией, ишемический энтероколит, инфаркт кишечника новорожденных, аппендицит. Термин «некротический энтероколит» предложен H. Rossier и С. Schmid, 1959 г.
Частота выявления в среднем 1-5 на 1000 живорожденных детей, среди них 80-90 % составляют недоношенные дети и дети с низкой массой тела при рождении (менее 2500 г). До 7 % пациентов с массой тела при рождении от 500 до 1500 г и <32 нед гестации переносят НЭК.
Хирургические стадии НЭК встречаются в среднем у 50 % заболевших детей. Уровень смертности варьирует от 20 до 30 %; в группе детей, перенесших хирургическое вмешательство, — до 50 %.

## Этиология и патогенез
Ишемическое поражение кишечной стенки происходит вследствие:
- гипоксии;
- сердечно-сосудистых нарушений;
- заменной трансфузии крови через пупочную вену;
- ошибочного введения катетера в пупочную артерию;
- введения охлажденных и гиперосмолярных растворов.

Микротравма слизистой оболочки кишечника вследствие:
- энтеральной нагрузки гиперосмолярными молочными смесями;
- агрессивного наращивания объёма энтерального питания.

Незрелость структур кишечной стенки ведет к:
- снижению секреции соляной кислоты, пепсина и слизи в желудке;
- дефициту секреторного IgA;
- некоординированной перистальтике.

Происходит неконтролируемый рост условнопатогенной микрофлоры [10, 11, 17, 18, 19, 33].
Факторы риска:
- недоношенность;
- НМТ, ОНМТ, ЭНМТ;
- ЗВУР с нулевым или ретроградным диастолическим кровотоком в артерии пуповины/маточной артерии;
- врожденные пороки сердца;
- гемолитическая болезнь новорожденных (особенно после заменного переливания крови)
- катетеризация пупочной вены;
- РДС;
- интранатальная асфиксия тяжелая и средней тяжести;
- быстрое увеличение объёма энтерального питания;
- клинико-анамнестические данные, свидетельствующие о повышенном риске развития бактериальной инфекции у плода и новорожденного.

При наличии у ребёнка факторов риска вероятность развития НЭК возрастает, что требует обязательного учёта при планировании и проведении лечебнодиагностических мероприятий.

## Профилактические мероприятия
- снижение риска ишемии кишечной стенки — коррекция гиповолемии, гипоксии и гипотензии;
- адекватное энтеральное питание с учётом гестационного возраста, раннее трофическое питание по единому утвержденному протоколу;
- предпочтительно применение грудного нативного молока;
- снижение травматизации слизистых оболочек ЖКТ (пероральные гиперосмолярные растворы и лекарственные препараты, активная аспирация содержимого из желудка);
- колонизация кишечника с использованием препаратов-пробиотиков.

Классификация НЭК
В настоящее время активно применяется классификация НЭК по стадиям течения, предложенная J.M. Bell и соавт. (1978) [31], в модификации М. С. Walsh and R.M. Kliegman (1987).
I стадия — начальные проявления:
Iа — скрытая кровь в стуле,
Iб — явная кровь в стуле;
II стадия — разгар заболевания:
IIа — среднетяжелое течение,
IIб — тяжелое течение с симптомами системной интоксикации;
III стадия — развитие осложнений:
III а — некроз кишечника без перфорации,
III б — перфорация кишечника.

## Клинические проявления в зависимости от стадии заболевания
Сроки манифестации заболевания широко варьируют от рождения до 3 месяцев. Для глубоконедоношенных детей более характерно позднее начало заболевания (на 2-3-й неделе жизни), торпидное течение, генерализация процесса и превалирование системных признаков.
Ранняя манифестация (в течение первых 4-7 дней), бурное течение, склонность к отграничению воспалительного процесса и выраженные местные реакции наблюдают у более зрелых пациентов [8, 22, 29, 30].
Подозрение на манифестацию некротизирующего энтероколита устанавливается у пациентов из группы риска при сочетании одного неспецифического системного признака и одного симптома со стороны ЖКТ. Появление и прогрессирование симптомов оцениваются в динамике при наблюдении пациента.
I стадия
Неспецифические (системные) симптомы:
- изменение поведения (возбудимость или вялость);
- лабильность температуры тела;
- тахикардия/брадикардия;
- приступы апноэ;
- нарушения микроциркуляции;
- нарушения свертываемости крови.

Симптомы со стороны ЖКТ:
- вздутие живота;
- вялая перистальтика кишечника;
- появление и (или) увеличение отделяемого по желудочному зонду/срыгивания;
- задержка стула (на фоне очистительных процедур — клизма, свеча);
- изменение характера стула, появление примесей (слизи или крови).

II стадия
Нарастание выраженности неспецифических (системных) симптомов:
- вялость, мышечная гипотония, адинамия;
- поверхностное дыхание, тахипноэ, приступы апноэ;
- тахикардия, поверхностный нитевидный пульс;
- нарушения микроциркуляции, гипоксемия, метаболический ацидоз;
- нарушения свертываемости крови.

Симптомы со стороны ЖКТ:
- вздутие живота нарастает;
- отек и гиперемия передней брюшной стенки, цианотическая окраска;
- отсутствие перистальтики кишечника;
- застойное отделяемое по желудочному зонду/срыгивания;
- задержка стула или увеличение доли патологических примесей (слизь, кровь);
- появление рентгенологических и ультразвуковых признаков активного воспаления кишечной стенки — пневматоз кишечника (стенок), отек, равномерное вздутие.

III стадия
Системные проявления — сепсис:
- адинамия;
- тахикардия, гипотония;
- тяжелый некорригируемый метаболический ацидоз;
- нарушения микроциркуляции, централизация кровообращения;
- развитие ДВС-синдрома;
- полиорганная недостаточность.

Симптомы со стороны ЖКТ:
- напряжение и вздутие живота;
- отек и гиперемия передней брюшной стенки, цианотическая окраска;
- контурирование подкожной венозной сети;
- отсутствие перистальтики кишечника;
- появление рентгенологических и ультразвуковых признаков некроза и (или) перфорации кишечника: асцит, неравномерное вздутие петель кишечника, газ в портальной системе печени, паралич кишечника, перфорация полого органа.

Дифференциальная диагностика проводится со следующими состояниями:
- нарушение моторики желудка и пищевода на фоне перенесенной интранатальной гипоксии;
- снижение моторики кишечника вследствие недоношенности, медикаментозной терапии матери (магнезия, наркотики);
- динамическая кишечная непроходимость (парез кишечника без признаков воспаления кишечной стенки) при сепсисе, тяжелом течении пневмонии;
- непроходимость кишечника (стеноз, атрезия, мальротация с заворотом средней кишки, инвагинация);
- изолированные перфорации полого органа (чаще желудка) при терапии индометацином и стероидами [44-46];
- тромбоз мезентериальных сосудов;
- врожденные нарушения метаболизма, вызывающие метаболический ацидоз, нарушения электролитного обмена, метаболизма глюкозы;
- кровоточивость слизистых ЖКТ вследствие гипоксических эрозий, геморрагической болезни новорожденных (и других нарушений свертывания), непереносимости компонентов питания (лактозы, белка коровьего молока и др.).

## Диагностика
Алгоритм диагностических действий при подозрении на некротизирующий энтероколит
Первичное обследование и наблюдение может быть проведено по месту пребывания ребёнка (отделение патологии новорожденных, палата интенсивной терапии). Диагноз некротизирующего энтероколита на этом этапе в истории болезни не выставляется. Состояние трактуется как подозрение на манифестацию НЭК, которое требует лабораторно-инструментального подтверждения в течение 12-72 часов.
1. Исключить любую энтеральную нагрузку (лечебно-диагностическая процедура).
2. Установить зонд в желудок, оценить количество и характер отделяемого.
3. Оценить характер и количество стула, примесей.
При отсутствии стула для оценки его наличия и характера у доношенных детей допустима осторожная очистительная клизма, у глубоко недоношенных детей предпочтительна слабительная свеча.
4. Наладить мониторинг жизненных функций организма (ЧСС, ЧД, АД, SatO2).
5. УЗИ брюшной полости, почек и забрюшинного пространства.
6. Рентгенография органов грудной и брюшной полостей для оценки петель кишечника: предпочтительно в вертикальном положении, в тяжелом состоянии — в горизонтальном положении. По результатам обзорного рентгеновского снимка в горизонтальном положении при подозрении на свободный газ в брюшной полости — рентгенография в латеропозиции (на спине или на боку) [47]. В острой стадии НЭК противопоказаны рентгеновские исследования с контрастированием органов ЖКТ [60].
7. Глюкоза периферической крови.
8. КОС и газовый состав крови в динамике.
9. Общий анализ крови с подсчетом тромбоцитов, лейкоцитарной формулой, расчетом абсолютного числа нейтрофилов и нейтрофильного индекса.
10. Общий анализ мочи.
11. Биохимический анализ крови с СРБ.
12. При подозрении на сепсис ПКТ прикроватный или количественный.
13. Оценка результатов последних посевов + внеочередные посевы из стерильных (кровь) и нестерильных (зев, анус, моча) локусов.
14. В отдельных случаях диагностическое значение может иметь ПЦР-диагностика стерильных (кровь) и нестерильных (зев, анус, моча) локусов.

## Лечение
Алгоритм терапевтических действий при подозрении на некротизирующий энтероколит
1. Исключить любую энтеральную нагрузку (лечебнодиагностическая процедура).
2. Дренирование желудка (диаметр зонда максимально допустимый у пациента данного веса, канюлю зонда расположить ниже уровня тела ребёнка, проводить учёт характера и количества отделяемого).
3. Инфузионная терапия и парентеральное питание из расчета физиологической потребности ребёнка по весу и сроку гестации.
4. Коррекция объёма инфузионных растворов в случае увеличения патологических потерь по желудочному зонду и со стулом.
5. Антикоагулянтная терапия (профилактика тромбообразования) проводится под контролем результатов ТЭГ.
6. Антибактериальная терапия по индивидуальным показаниям.
Критерии постановки диагноза некротизирующего энтероколита при обследовании ребёнка с подозрением на манифестацию заболевания
Диагноз НЭК устанавливают только в случае комбинации клинических симптомов с полученными в результате обследования лабораторными маркерами инфекционновоспалительного процесса и инструментальными признаками поражения кишечника.
Изолированные неспецифические и местные клинические симптомы, не подтвержденные лабораторноинструментальными данными, а также изолированные неспецифические лабораторно-инструментальные данные без клинических проявлений не могут служить поводом установления диагноза некротизирующего энтероколита.
1. Клинические признаки НЭК (сочетание минимум одного системного и одного местного признака заболевания).
2. Лабораторные признаки инфекционно-воспалительного процесса (воспалительные изменения в клиническом анализе крови, гипергликемия, нарастание уровня лактата периферической крови, тенденция к метаболическому ацидозу, нарастание уровня СРБ в динамике и т. д.).
3. Инструментальные признаки воспаления кишечной стенки (ранние УЗИ-признаки в виде замедления перистальтики кишечника, участков утолщения кишечной стенки, появление небольших количеств межпетлевой жидкости; УЗИ-признаки прогрессирующего НЭК в виде пареза кишечника, отека и ригидности кишечной стенки, пневматоза, нарастания асцита, появления газа в сосудах системы воротной вены печени; ранние рентгенологические признаки НЭК — неравномерная пневматизация петель кишечника, «выпрямление» отдельных петель; рентгенологические признаки разгара НЭК — парез кишечника с отеком стенки, пневматоз, газ по ходу ветвей воротной вены и т. д.).
При отсутствии лабораторно-инструментального подтверждения диагноз НЭК снимают, формулируют предполагаемые причины изменения состояния ребёнка и обосновывают соответствующую терапию.
При получении лабораторно-инструментального подтверждения устанавливают диагноз НЭК соответствующей стадии и проводят терапию.
Тактика ведения ребёнка при подтвержденном диагнозе некротизирующего энтероколита I стадии
1. Исключение любой энтеральной нагрузки до восстановления функции кишечника (см. ниже) в среднем на 3-5 суток.
2. Дренирование желудка продолжить (диаметр зонда максимально допустимый у пациента данного веса), канюлю зонда расположить ниже уровня тела ребёнка, проводить учёт характера и количества отделяемого без активной аспирации содержимого. При нарушении проходимости зонда допускается промывание его небольшими объёмами жидкости (2,0-3,0 мл физиологического раствора) с пассивным её выведением.
3. Обеспечить венозный доступ (периферический или центральный венозный катетер).
4. При дыхательной недостаточности — респираторная терапия (кислородотерапия, СДППД, ИВЛ).
5. Инфузионная терапия и парентеральное питание из расчета физиологической потребности ребёнка данного веса и срока гестации с увеличением объёма для коррекции патологических потерь (см. ниже).
6. Антибактериальная терапия (см. ниже).
7. Антикоагулянтная терапия под контролем ТЭГ.
8. Коррекция анемии, тромбоцитопении и дотация факторов свертывания крови по показаниям;
9. Очистительную клизму не проводить (риск провокации перфорации кишечника) до появления самостоятельного стула при разрешении пареза, слабительные свечи допустимы после 4-5 суток от манифестации заболевания.
10. Динамический контроль метаболического и электролитного статуса по показаниям.
11. Динамический контроль лабораторных показателей не реже 1 раза в неделю (см. Алгоритм диагностических действий, п. 9-14).
12. УЗИ органов брюшной полости не реже 2 раз в неделю (контроль), обязательно в случае клинического ухудшения состояния [47].
13. Обзорная рентгенография грудной и брюшной полостей по показаниям, обязательно в вертикальном положении или латеропозиции в случае клинического ухудшения состояния [47].
Тактика ведения ребёнка при подтвержденном диагнозе некротизирующего энтероколита II стадии
1. Исключение любой энтеральной нагрузки на 7-10 суток.
2. Дренирование желудка продолжить (диаметр зонда максимально допустимый у пациента данного веса), канюлю зонда расположить ниже уровня тела ребёнка, проводить учёт характера и количества отделяемого.
3. Обеспечить венозный доступ (центральный венозный катетер).
4. При дыхательной недостаточности — респираторная терапия (кислородотерапия, СДППД, ИВЛ) для нормализации парциального напряжения кислорода и углекислого газа в крови.
5. Кардиотропная и (или) вазопрессорная терапия при нарушениях центральной гемодинамики.
6. Обезболивание наркотическими анальгетиками при выраженном болевом синдроме.
7. Инфузионная терапия и парентеральное питание из расчета физиологической потребности ребёнка данного веса и срока гестации с увеличением объёма для коррекции патологических потерь (см. ниже).
8. Антибактериальная терапия (см. ниже).
9. Антикоагулянтная терапия под контролем ТЭГ.
10. Коррекция анемии, тромбоцитопении и дотация факторов свертывания крови по показаниям.
11. Очистительную клизму не проводить (риск провокации перфорации кишечника) до появления самостоятельного стула при разрешении пареза, слабительные свечи допустимы после первых 4-5 суток острого периода.
12. Динамический контроль метаболического и электролитного статуса ежедневно (см. Алгоритм диагностических действий, п. 7, 8).
13. Динамический контроль лабораторных показателей не реже 2 раз в неделю (см. Алгоритм диагностических действий, п. 9-14).
14. УЗИ органов брюшной полости не реже 2 раз в неделю (контроль), обязательно в случае клинического ухудшения состояния [47].
15. Обзорная рентгенография грудной и брюшной полостей через 48 часов после установленного диагноза, затем 1 раз в неделю (допустимо в горизонтальном положении при клинически спокойном течении), обязательно в вертикальном положении или латеропозиции в случае клинического ухудшения состояния [47].
Особенности инфузионной терапии при некротизирующем энтероколите
Для коррекции патологических потерь требуется увеличение объёма инфузионных растворов:
- парез кишечника (вздутие живота, застойный характер отделяемого из желудка, отсутствие стула) или обильный жидкий стул — 20-40 мл/кг в сутки.
- токсикоз с эксикозом в зависимости от степени — 20-40 мл/кг в сутки.
- температура тела (на каждый градус выше 37 °С) — 10 мл/кг в сутки.

Антибактериальная терапия при некротизирующем энтероколите
Антибактериальные препараты подбирают индивидуально в каждом случае при участии клинического фармаколога в соответствии со следующими принципами:
1. Комбинация препаратов должна охватывать весь спектр микроорганизмов, поскольку в развитии НЭК чаще всего участвует их ассоциация — антимикробные средства с преимущественным действием против грамотрицательных, грамположительных бактерий и анаэробных микроорганизмов.
2. С целью усиления антианаэробного звена в терапию должен быть введен метронидазол.
3. При назначении препаратов следует учитывать результаты микробиологических посевов из стерильных и нестерильных локусов, а также типичную для отделения госпитальную микрофлору.
4. Контроль эффективности подобранной комбинации антибактериальных препаратов проводят через 48-72 часа после начала терапии (см. Алгоритм диагностических действий, п. 9-13) с последующим продолжением или сменой компонентов.
5. Антибактериальные препараты применяют до устойчивой стабилизации клинико-лабораторного статуса и восстановления функций ЖКТ, при НЭК I в течение 5-7 дней, при НЭК II не менее 14 дней.
Энтеральное питание в терапии некротизирующего энтероколита
1. Возобновление энтеральной нагрузки при НЭК I возможно через 5-7 суток, при НЭК II — не ранее 7-10 дней от начала терапии по достижении клинико-лабораторных признаков реконвалесценции:
- отсутствие вздутия и болезненности живота;
- отсутствие патологического отделяемого из желудка;
- разрешение пареза кишечника, появление самостоятельного стула;
- нормализация лабораторных показателей;
- отсутствие УЗИ-признаков активного воспаления кишечной стенки, асцита, восстановление перистальтики кишечника.

2. Для стартового вскармливания предпочтительно использование нативного или пастеризованного грудного молока, при его отсутствии или непереносимости рекомендуется питание лечебными молочными смесями на основе гидролизата белка [57, 58, 59].
3. Энтеральное вскармливание начинают с объёма 10 мл/кг в сутки с контролем усвоения, без наращивания в течение первых трех суток.
4. Контроль остаточного содержимого желудка у пациентов на зондовом питании проводят по индивидуальным показаниям. При двукратном и более превышении полученного за контрольный период объёма, появлении патологических примесей (кровь, застойное содержимое) питание следует прекратить. В остальных случаях следует вернуть жидкое содержимое в желудок и продолжить кормление.
5. У глубоко недоношенных незрелых детей без сосательного рефлекса питание предпочтительно вводить в желудок через зонд посредством инфузионной помпы в периодическом капельном режиме, подобранном индивидуально. Сроки расширения питания и перехода к периодическому болюсному режиму также индивидуальны и зависят от усвоенного объёма.
6. У доношенных и «зрелых» недоношенных детей с сохраненным сосательным рефлексом возможно вскармливание естественным путем через соску с расширением объёма питания на 10-25 мл/кг в сутки. При вскармливании лечебной молочной смесью и хорошей переносимости по достижении физиологического объёма для веса и возраста возможна замена лечебной молочной смеси на грудное материнское молоко или адаптированную для веса и срока гестации молочную смесь.
Алгоритм действий при прогрессирующем течении некротизирующего энтероколита
Прогрессирующим течением заболевания считают клиническое и лабораторное ухудшение состояния ребёнка с установленным ранее диагнозом НЭК (I и II стадии), а также отсутствие клинического и лабораторного эффекта проводимой терапии и появление признаков трансмурального инфаркта/перфорации кишечной стенки.
Признаки трансмурального инфаркта кишечной стенки:
- отек, гиперемия и (или) цианоз передней брюшной стенки;
- выраженное/нарастающее вздутие живота;
- нарастающий и (или) рефрактерный к интенсивной терапии метаболический ацидоз;
- тяжелая тромбоцитопения и повторные положительные посевы крови;
- статичная петля кишки на серии рентгенограмм;
- нарастание асцита, газ по ходу портальных сосудов печени по результатам УЗИ.

Признаки перфорации кишечника:
перечисленные выше + свободный газ в брюшной полости.
Всем детям с признаками прогрессирующего течения НЭК показана консультация детского хирурга с целью выявления или исключения осложнений и своевременного оказания хирургической помощи при наличии соответствующих показаний. Для адекватной оценки состояния ребёнка детским хирургом и определения дальнейшей тактики лечения необходимо в срочном порядке организовать дополнительное обследование (см. Алгоритм диагностических действий, п. 5-11) и пригласить консультанта. После совместного осмотра пациента и оценки результатов обследования обсуждается дальнейшая тактика лечения.
Осложнения течения некротизирующего энтероколита:
- некроз кишечника без перфорации;
- перфорация кишечника;
- рецидив некротизирующего энтероколита. В этом случае наблюдается характерная клиническая картина, в терапии следует придерживаться предложенных принципов.

В случае консервативного разрешения энтероколита в отдаленном периоде возможно формирование стеноза в зонах наибольшего поражения кишечной стенки (до 30 %). Это осложнение чаще проявляется в виде частичной кишечной непроходимости через 1,5-3 месяца после перенесенного острого процесса. Учитывая наиболее частые локусы повреждения кишечной стенки (толстая кишка), для подтверждения стеноза и выявления его локализации показано проведение ирригографии. Необходимо информировать родителей пациентов о возможных отдаленных осложнениях.

## Прогноз
Своевременная диагностика и начало консервативной терапии НЭК существенно улучшает прогноз и снижает частоту хирургических осложнений.
Наряду с хорошим качеством жизни большинства детей, выживших после перенесенного НЭК (в том числе хирургической стадии), в старшем возрасте на первый план выходят последствия недоношенности: хронические заболевания легких и бронхолегочная дисплазия, задержка роста и психомоторного развития.